# Seigo Narazaki
Seigo Narazaki (japonsko 楢﨑 正剛), japonski nogometaš, 15. april 1976, Nara, Japonska.
Za japonsko reprezentanco je odigral 77 uradnih tekem.